# Симфонія № 1 (Бетховен)
Симфо́нія № 1 ор. 21 Л. Бетховена, до мажор, написана 1799 року.
Складається з 4-х частин:
1. Adagio molto — Allegro con brio
2. Andante cantabile con moto
3. Menuetto: Allegro molto e vivace
4. Adagio — Allegro molto e vivace

Написана для подвійного складу симфонічного оркестру. Тривалість — близько 28 хв.